# Casas Blancas (Sonora)
Casas Blancas es una localidad del municipio de Guaymas ubicada en el sur del estado mexicano de Sonora, que en sus inicios como asentamiento funcionó como una estación de ferrocarril. Según los datos del Censo de Población y Vivienda realizado en 2010 por el Instituto Nacional de Estadística y Geografía (INEGI), Casas Blancas tiene un total de 366 habitantes.

## Geografía
Casas Blancas se sitúa en las coordenadas geográficas 27°35'57" de latitud norte y 110°19'06" de longitud oeste del meridiano de Greenwich, a una elevación de 13 metros sobre el nivel del mar.